# 30e congrès fédéral du Parti socialiste ouvrier espagnol
Le XXXe congrès fédéral du Parti socialiste ouvrier espagnol (en espagnol : XXX Congreso Federal del Partido Socialista Obrero Español) est un congrès du Parti socialiste ouvrier espagnol (PSOE), organisé du 14 au 16 décembre 1984 afin d'élire la commission exécutive et d'adopter la motion d'orientation politique et les nouveaux statuts.
Felipe González, secrétaire général du PSOE depuis 1974, est réélu pour un cinquième mandat.

## Contexte
Ce congrès est le premier à se tenir depuis l'accession du PSOE au pouvoir, à la suite des élections générales de 1982. Il est organisé alors que le gouvernement cherche à définir une position sur le rapport entre l'Espagne et l'Organisation du traité de l'Atlantique nord (OTAN), dont le pays est membre depuis mai 1982,.

## Candidat au secrétariat général
| Candidat | Candidat | Candidat                 | Fonction politique récente                                                       |
| -------- | -------- | ------------------------ | -------------------------------------------------------------------------------- |
|          |          | Felipe González (46 ans) | Président du gouvernement (depuis 1982) Secrétaire général du PSOE (depuis 1974) |

## Déroulement
Le congrès est convoqué les 14, 15 et 16 décembre 1984.
La synthèse des propositions politiques adoptées dans les fédérations provinciales est rédigée par une commission composée de Guillermo Galeote, Carmen García Bloise, Manuel Chaves, Enrique Múgica, José Rodríguez de la Borbolla, José Luis Corcuera, Eduardo Martín Toval, Jesús Sanjurjo (es), Virgilio Zapatero, Félix Pons et Ramón Espinar (es).

## Résultats
Le 16 décembre, Felipe González est réélu secrétaire général : tous les candidats à la commission exécutive fédérale sont élus avec une moyenne d'environ 95 % des voix. Lui-même reçoit 96,12 %.

### Composition de la commission exécutive
Les délégations territoriales ayant refusé que Manuel Chaves devienne secrétaire à l'Organisation, Felipe González confie cette fonction de premier plan à Txiki Benegas, créant la surprise parmi les délégués. Trois personnalités du syndicat Union générale des travailleurs (UGT) siègent au sein de la direction, qui compte trois femmes mais plus aucun ministre,.
| Commission exécutive fédérale              | Commission exécutive fédérale   |
| ------------------------------------------ | ------------------------------- |
| Président                                  | Ramón Rubial                    |
| Secrétaire général                         | Felipe González                 |
| Vice-secrétaire général                    | Alfonso Guerra                  |
| Secrétaire à l'Organisation                | Txiki Benegas                   |
| Secrétaire à l'Administration              | Emilio Alonso (es)              |
| Secrétaire à la Communication              | Guillermo Galeote               |
| Secrétaire aux Relations internationales   | Elena Flores                    |
| Secrétaire à la Culture                    | Salvador Clotas                 |
| Secrétaire à la Politique institutionnelle | Enrique Múgica                  |
| Secrétaire à la Participation citoyenne    | Alejandro Cercas                |
| Secrétaire à l'Économie                    | Manuel Chaves                   |
| Secrétaire exécutif                        | Carmen García Bloise            |
| Secrétaire exécutif                        | Francisco Fernández Marugán     |
| Secrétaire exécutif                        | Javier Sáenz de Cosculluela     |
| Secrétaire exécutif                        | Matilde Fernández               |
| Secrétaire exécutif                        | José Ángel Fernández Villa (es) |
| Secrétaire exécutif                        | Salvador Fernández (gl)         |